# 쓰카이반
쓰카이반(使番)은 에도 시대의 직업 중 하나이다. 쓰카이야쿠(使役)라고도 불리며 와카도시요리의 지배하에 속하였다. 급료는 보통 500석이었다.
쓰카이반의 유래는 센고쿠 시대 전장에서 전령이나 감찰, 적군에게로 보내는 사자를 담당한 직업이었다. 이것이 그대로 에도막부에서도 이어져, 1617년에 제도화되었지만, 시마바라의 난이외에 대규모적인 전란은 발생하지 않았고 메쓰케와 같이 온고쿠 부교나 다이칸 등의 먼 곳에서 직무를 행하는 막부관리에 대한 감찰업무를 담당하는 일을 맡게 되었다.
이후는 구니메쓰케나 여러 구니의 준켄시로써 파견, 니조성, 오사카성, 슨푸성, 고후성 등의 막부관리 감독이나 에도시중에서의 화재시에 대한 소방수 감독등을 하였다.
정원은 겐나 당시에는 28명이었지만 (25명설도 있다.）점점 수가 늘어나 분카년간에는 50명전후, 막부 말기에 들어가면 수가 급증하여 최대 112명에 달했다. 그로 인해, 1866년에 정원을 반인 56명으로 삭감하여, 다음해에는 급료를 1,000석 이상에게는 금 500량, 이하에게는 그 반으로 바꾸었다.
또한, 오오쿠에는 이것과는 별개로 미다이도코로나 오오쿠의 소토시요리와 관리와의 연락책에 해당하는 ‘御使番’ 가 설치되어 있다.